# 阿尔西勒蓬萨尔
阿尔西勒蓬萨尔（法語：Arcis-le-Ponsart，法語發音：[aʁsi lə pɔ̃saʁ]）是法国马恩省的一个市镇，属于兰斯区。

## 地理
阿尔西勒蓬萨尔（49°14'6"N, 3°41'37"E）面积15.43 平方千米，位于法国大東部大區马恩省，该省份为法国东北部内陆省份，北起阿登省，西北接埃纳省，西南接塞纳-马恩省，南至奥布省，东南接上马恩省，东临默兹省。
与阿尔西勒蓬萨尔接壤的市镇（或旧市镇、城区）包括：库隆日-科昂、德拉韦尼、韦济伊、布鲁耶、库维尔、克吕尼、拉热里、蒙叙库维尔。
阿尔西勒蓬萨尔的时区为UTC+01:00、UTC+02:00（夏令时）。

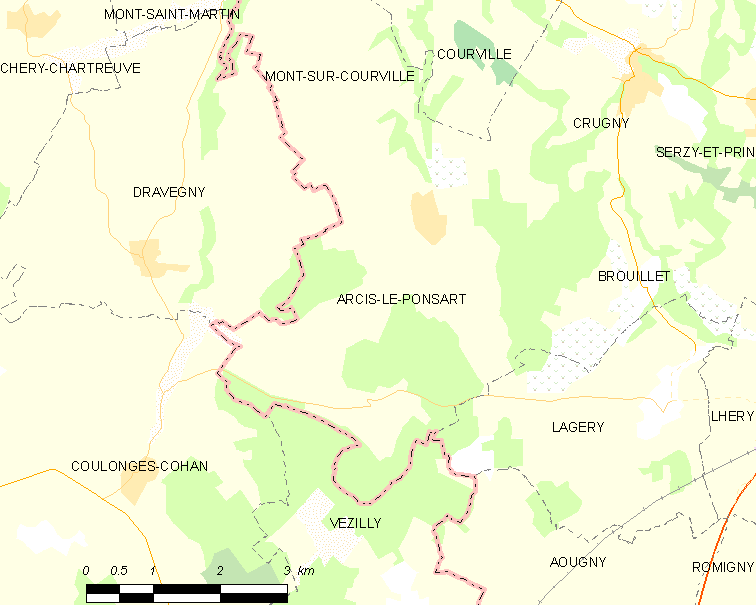
阿尔西勒蓬萨尔的OSM定位图

## 行政
阿尔西勒蓬萨尔的邮政编码为51170，INSEE市镇编码为51014。

## 政治
阿尔西勒蓬萨尔所属的省级选区为菲姆-兰斯山县。

## 人口

1962-2008年间阿尔西勒蓬萨尔人口变化图示

阿尔西勒蓬萨尔于2022年1月1日时的人口数量为287人。